# Coll de Conflent
El Coll de Conflent és una collada pirinenca que es troba a 2.177,5 metres d'altitud. Comunicava el poble d'Os de Civís, amb la resta del seu terme municipal, les Valls de Valira, a l'Alt Urgell.
Es troba a ponent d'Os de Civís, a llevant de les Bordes de Conflent. És al sud-est del Bony de Salòria i de la Pala de Salòria, i al nord-oest del Bony de Trescul.
És, de fet, un dels pocs punts de comunicació d'Os de Civís amb la resta del seu terme municipal sense passar per Andorra, però no és gaire en ús atès que el camí a través d'Andorra és molt més accessible.